# Suono Libero
Suono Libero je studijski album Gigija D'Agostina objavljen u rujnu 2008. Na njemu se nalaze mnoge već prije objavljenje pjesme samo u novoj obradi kao što su: L'Amour Toujours, Riddle, La Passion, Bla Bla Bla, Another Way.

## Popis pjesama
CD 1
1. Gigi D'Agostino - L'Amour Toujours [Forte Forte]
2. Gigi D'Agostino - Casa Dag
3. Gigi D'Agostino - Another Way [Angeli In Festa]
4. Gigi D'Agostino - La Passion [Angeli In Festa]
5. Gigi D'Agostino - La Danza Del Sole
6. Gigi D'Agostino - The Riddle [Get Up]
7. Gigi D'Agostino - Inventi
8. Gigi D'Agostino - A Volte Io Mi Perdo
9. Gigi D'Agostino - Io Vorrei Non Vorrei Ma Se Vuoi
10. Gigi D'Agostino - Pioggia E Sole
11. Gigi D'Agostino - Sertirsi Così
12. Mr. Dendo - Il Trip Del Vagabondo
13. Luca Noise - Magic Of Love [Gigi D'Agostino & Luca Noise Sintesi Mix]
14. Gigi D'Agostino - Indiano Dag
15. Gigi D'Agostino - Walking
16. Gigi D'Agostino - Casa Dag [Au-uon]
17. Gigi D'Agostino - Magia

CD 2
1. Gigi D'Agostino - Paese In Festa
2. Gigi D'Agostino - Narcotic
3. Dottor Dag - Evviva Le Nana
4. Dottor Dag - Intendo Dire
5. Dottor Dag - Mi Sono Capito
6. Dottor Dag - L'uomo Dei Fenomeni
7. Dottor Dag - Paciocco
8. Dottor Dag - Save The Rap [Impiccio Mix]
9. Dottor Dag - Legnata Distorta
10. Dottor Dag - Quoting [Mani A Destra Mani A Sinistra Mix]
11. Dottor Dag - Pomp
12. Dottor Dag - Però
13. Dottor Dag - Capocantiere
14. Dottor Dag - Comunitensa
15. Dottor Dag - La Ninna Nanna
16. Dottor Dag - Esercizio Del Braccio
17. Dottor Dag - Musicore
18. Dottor Dag - Believe
19. Dottor Dag - Materasso Dag
20. Dottor Dag - Grattino Dag
21. Tarro Noise & Zarro Dag - In To The Bam [Settore Terzinato Mix]
22. Dottor Dag - Mi Sta Sulla Cassa
23. Dottor Dag - Distorsione Dag [Lussazione Mix]